# Foki Veronika
Regős-Foki Veronika (Szombathely, 1986. január 31. – ) magyar színművésznő.

## Életpályája
2004-ben érettségizett a helyi Szent Györgyi Albert Gimnáziumban. 2004-2007 között a zalaegerszegi Hevesi Sándor Színház Nádasdy Kálmán Stúdiójának növendéke volt. 2007-2015 között a színház tagja. 2007-ben színész II, 2009-ben színész I. végzettséget szerzett a Pesti Magyar Színiakadémián.
2015-től szabadúszó, rendszeresen szerepel a Madách Színház előadásaiban.

### Magánélete
Bozsokon él, egy kislánya van.

## Fontosabb színházi szerepei
- Robert Thomas: Nyolc nő (Louise, az új szobalány) – 2023
- Lehár Ferenc: A víg özvegy (Valencienne) – 2023
- Kander – Ebb – Fosse: Chicago (Roxier Hart) – 2022
- Cooney – Chapman: Ne most, drágám! (Maude Bodley) – 2019
- Woody Allen: Hatalmas Aphrodité (Női -Kar) – 2017/2018
- Dale Wasserman – Mitch Leigh – Joe Darion: La Mancha Lovagja (Aldonza , Dulcinea) – 2016/2017
- Elton John – Lee Hall: Billy Elliot – A Musical (Szereplő) – 2015/2016
- Zerkovitz Béla – Szilágyi László: Csókos Asszony (Pünkösdi Kató) – 2014/2015
- Fekete István: Vuk (Tojó) – 2014/2015
- Benny Andersson – Björn Ulvaeus: Mamma Mia! (Ali, Ali) – 2014/2015
- Bolba Tamás – Szente Vajk – Galambos Attila: Csoportterápia (Natasa) – 2013/2014
- Howard Lindsay – Russel Crouse – Richard Rodgers – Oscar Hammerstein: A Muzsika Hangja (Maria Reiner) – 2013/2014
- Sárkány-Mese (Szereplő) – 2013/2014
- A.Lloyd Webber – T.S. Eliot: Macskák (Mindlevery) – 2012/2013
- Fenyő Miklós – Tasnádi István: Made In Hungária (Vera, Nem Csak Egy Csaj A Sok Közül) – 2012/2013
- Szirmai Albert – Bakonyi Károly – Gábor Andor: Mágnás Miska (Marcsa, Mosogatólány) – 2010/2011
- Gádor Béla – Tasnádi István: Othello Gyulaházán (Sass Olga, Szubrett ) – 2009/2010
- Kacsóh Pongrác – Bakonyi Károly – Heltai Jenő: János Vitéz (Iluska) – 2009/2010
- Csukás István – Monostori János: Kutyánszky Kázmér, A Versíró Kutya (Zöldséges ) – 2005/2006

## Filmes és televíziós szerepei
- Örök tél (2018)
- Drága örökösök (2019) ...Amanda